# Aeroportul Atbara
Aeroportul Atbara (IATA: ATB, ICAO: HSAT) este un aeroport din Sudan ce deservește zona Atbara.
Situat la o altitudine de 347 m, aeroportul dispune de o singură pistă.